# Demoticus plebejus
Demoticus plebejus là một loài ruồi trong họ Tachinidae.